# Operatie Rummy
Operatie Rummy was een geallieerde operatie in de Tweede Wereldoorlog en bestond uit het droppen van mensen en materieel voor het verzet en voor het rapporteren van inlichtingen over het bezette gebied.

## DZ Rummy III
DZ Rummy III was de codenaam van paradroppings die in de periode september-oktober 1944 in de omgeving van Vierhouten plaats vond op een gebied genaamd 36 bunder, gelegen op het terrein van Noorderheide van Daniël George van Beuningen. De in de nacht gedropte goederen, zoals wapens, munitie en penicilline, verpakt in containers, werden per vrachtwagen opgehaald en naar een centrale opslagplaats vervoerd. Als ophalen niet mogelijk was werden de containers in de grond gestopt door de ondergrondse om later weer te worden opgegraven. In oktober 1944 kwamen de bezetters de dropzone op het spoor en werden rond de villa van Van Beuningen enkele containers gevonden. Van Beuningen was in staat zijn onschuld aan te tonen en kwam weer vrij, zijn tuinman kwam na de bevrijding vrij.